# Lakhegy
Lakhegy ist eine ungarische Gemeinde im Kreis Zalaegerszeg im Komitat Zala. Der Ort ist seit 1991 eine selbstständige Gemeinde. Lakhegy ist landwirtschaftlich geprägt, eine besondere Rolle spielt der Wein- und Obstbau.

## Geografische Lage
Lakhegy liegt gut 12 Kilometer nördlich der Kreisstadt Zalaegerszeg. Nachbargemeinden im Umkreis von drei Kilometern sind Egervár, Gősfa und Vasboldogasszony.

## Sehenswürdigkeiten
- Römisch-katholische Kirche Urunk Mennybemenetele, erbaut Mitte des 18. Jahrhunderts
- Steinkreuz Szent András, errichtet 1913
- Szent-Orbán-Statue, Schutzheiliger der Winzer

## Verkehr
Durch Lakhegy verläuft die Nebenstraße Nr. 74107, ein Kilometer östlich die Hauptstraße Nr. 74. Der nächstgelegene Bahnhof befindet sich acht Kilometer östlich in Egervár-Vasboldogasszony.